# Pedilophorus permixtus
Pedilophorus permixtus là một loài bọ cánh cứng trong họ Byrrhidae. Loài này được Fabbri & Allemand miêu tả khoa học năm 2003.